# Панськомостова сільська рада
Панськомостова сільська́ ра́да — адміністративно-територіальна одиниця та орган місцевого самоврядування в Монастирищенському районі Черкаської області. Адміністративний центр — село Панський Міст.

## Загальні відомості
- Населення ради: 356 осіб (станом на 2001 рік)

## Населені пункти
Сільській раді були підпорядковані населені пункти:
- с. Панський Міст

## Склад ради
Рада складалась з 12 депутатів та голови.
- Голова ради: Цюпа Оксана Степанівна
- Секретар ради: Домачук Людмила Михайлівна

### Керівний склад попередніх скликань
| Прізвище, ім'я, по батькові | Основні відомості                                                         | Дата обрання | Дата звільнення |
| --------------------------- | ------------------------------------------------------------------------- | ------------ | --------------- |
| Цюпа Оксана Степанівна      | Сільський голова, 1970 року народження, освіта вища, позапартійна         | 26.03.2006   | 31.10.2010      |
| Цюпа Оксана Степанівна      | Сільський голова, 1970 року народження, освіта вища, член Партії регіонів | 31.10.2010   |                 |

Примітка: таблиця складена за даними сайту Верховної Ради України

### Депутати
За результатами місцевих виборів 2010 року депутатами ради стали:

#### За суб'єктами висування
| Суб'єкт висування                 | Кількість обраних депутатів | %    |
| --------------------------------- | --------------------------- | ---- |
| Партія регіонів                   | 7                           | 58,3 |
| Комуністична партія України       | 2                           | 16,7 |
| Політична партія «Сильна Україна» | 2                           | 16,7 |
| Самовисування                     | 1                           | 8,3  |

#### За округами
| № округу                          | Прізвище, ім'я, по батькові    | Дата визнання обраним | Освіта             | Партійна приналежність                  | Відомості про обраного депутата                  |
| --------------------------------- | ------------------------------ | --------------------- | ------------------ | --------------------------------------- | ------------------------------------------------ |
| Комуністична партія України       |                                |                       |                    |                                         |                                                  |
| 1                                 | Борець Ольга Олександрівна     | 01.11.2010            | вища               | член Комуністичної партії України       | учитель, чапаєвська ЗОШ                          |
| 4                                 | Крижанівський Борис Григорович | 01.11.2010            | середня спеціальна | член Комуністичної партії України       | пенсіонер                                        |
| Партія регіонів                   |                                |                       |                    |                                         |                                                  |
| 2                                 | Арефій Анатолій Віталійович    | 01.11.2010            | середня спеціальна | член Партії регіонів                    | фізична особа-підприємець                        |
| 3                                 | Тонюк Руслан Миколайович       | 01.11.2010            | середня спеціальна | член Партії регіонів                    | механізатор, фГ «Лани України»                   |
| 5                                 | Петрук Майя Андріївна          | 01.11.2010            | середня            | член Партії регіонів                    | кухар, чапаєвська ЗОШ                            |
| 6                                 | Доманчук Людмила Михайлівна    | 01.11.2010            | середня спеціальна | член Партії регіонів                    | секретар, чапаєвськасільська рада                |
| 7                                 | Хаврун Станіслав Матвійович    | 01.11.2010            | середня спеціальна | член Партії регіонів                    | тимчасово не працює                              |
| 9                                 | Бабенко Надія Василівна        | 01.11.2010            | середня спеціальна | член Партії регіонів                    | бухгалтер, чапаєвськасільська рада               |
| 12                                | Антонюк Валентина Михайлівна   | 01.11.2010            | вища               | член Партії регіонів                    | бухгалтер, фГ «Лани України»                     |
| Політична партія «Сильна Україна» |                                |                       |                    |                                         |                                                  |
| 8                                 | Павловська Наталія Іванівна    | 01.11.2010            | вища               | член Політичної партії «Сильна Україна» | сільський будинок культури с. Чапаєвка, директор |
| 10                                | Плахотнюк Сергій Григорович    | 01.11.2010            | вища               | член Політичної партії «Сильна Україна» | тимчасово не працює                              |
| Самовисування                     |                                |                       |                    |                                         |                                                  |
| 11                                | Янковий Микола Сергійович      | 12.02.2012            | середня            | член Партії регіонів                    | Монастирищенська районна рада, водій             |